# راي باي
راي باي (بالإنجليزية: Red Bay)‏ هي مدينة أمريكية تقع في ولاية ألاباما.تبلغ مساحة هذه المدينة 25.5 (كم²)،ويبلغ عدد سكانها 3374 نسمة حسب إحصاء سنة 2010 م.تشير الإحصاءات بأن الكثافة السكانية في هذه المدينة تقدر بـ(132.3) نسمة/كم2.

## المناخ
يظهر الجدول التالي التغييرات المناخية على مدار السنة لراي باي:
| البيانات المناخية لـراي باي       | البيانات المناخية لـراي باي | البيانات المناخية لـراي باي | البيانات المناخية لـراي باي | البيانات المناخية لـراي باي | البيانات المناخية لـراي باي | البيانات المناخية لـراي باي | البيانات المناخية لـراي باي | البيانات المناخية لـراي باي | البيانات المناخية لـراي باي | البيانات المناخية لـراي باي | البيانات المناخية لـراي باي | البيانات المناخية لـراي باي | البيانات المناخية لـراي باي |
| الشهر                             | يناير                       | فبراير                      | مارس                        | أبريل                       | مايو                        | يونيو                       | يوليو                       | أغسطس                       | سبتمبر                      | أكتوبر                      | نوفمبر                      | ديسمبر                      | المعدل السنوي               |
| --------------------------------- | --------------------------- | --------------------------- | --------------------------- | --------------------------- | --------------------------- | --------------------------- | --------------------------- | --------------------------- | --------------------------- | --------------------------- | --------------------------- | --------------------------- | --------------------------- |
| متوسط درجة الحرارة الكبرى °م (°ف) | 9 (49)                      | 12 (54)                     | 17 (63)                     | 24 (75)                     | 27 (81)                     | 31 (87)                     | 32 (90)                     | 32 (90)                     | 29 (84)                     | 24 (75)                     | 18 (64)                     | 12 (54)                     | 22 (72)                     |
| متوسط درجة الحرارة الصغرى °م (°ف) | −2 (29)                     | −1 (31)                     | 4 (40)                      | 10 (50)                     | 14 (58)                     | 18 (65)                     | 20 (68)                     | 19 (67)                     | 17 (62)                     | 10 (50)                     | 5 (41)                      | 1 (33)                      | 9 (49)                      |
| الهطول مم (إنش)                   | 160 (6.2)                   | 130 (5.1)                   | 170 (6.8)                   | 140 (5.5)                   | 120 (4.9)                   | 86 (3.4)                    | 110 (4.2)                   | 89 (3.5)                    | 89 (3.5)                    | 74 (2.9)                    | 110 (4.2)                   | 150 (6.1)                   | 1٬440 (56.5)                |
| متوسط أيام هطول الأمطار           | 11                          | 9                           | 10                          | 8                           | 8                           | 7                           | 9                           | 7                           | 7                           | 5                           | 7                           | 9                           | 97                          |
| المصدر: Weatherbase               |                             |                             |                             |                             |                             |                             |                             |                             |                             |                             |                             |                             |                             |

## أعلام
- اريك باول